# Laba (fiume)
La Laba (in russo  Лаба́?; in lingua adighè: Лаб, Лабэ) è un fiume della Russia europea meridionale, affluente di sinistra del Kuban'. Scorre nella Ciscaucasia (Territorio di Krasnodar e Adighezia).
Nasce dalle propaggini nordoccidentali del Grande Caucaso dalla confluenza dei due rami sorgentiferi Bol'šaja Laba (Grande Laba) e Malaja Laba (Piccola Laba), scorrendo in direzione prevalentemente settentrionale, piegando successivamente dapprima verso nord-ovest, poi verso ovest, sfociando poi nel medio corso del Kuban' nei pressi della città di Ust'-Labinsk. I principali affluenti sono Čamlyk dalla destra; Chodz', Ul'ka, Psenafa e Fars dalla sinistra. La lunghezza del fiume è di 214 km. Calcolando dalla sorgente del ramo sorgentifero Bol'šaja Laba, la lunghezza è di 347 km. L'area del suo bacino è di 12 500 km².
Nel fiume si ha formazione di ghiaccio, mediamente, da fine dicembre a fine febbraio-inizio marzo; oltre alla città di Ust'-Labinsk, alla foce, un'altra località di rilievo è Labinsk.